# GLUT4
GLUT4 är ett transmembrant glukostransportprotein, är ett protein som kodas hos människor av SLC2A4-genen. GLUT4 är den insulinreglerade glukostransportören som främst finns i fettvävnader och strimmig muskulatur (skelett och hjärta). Det första beviset för detta distinkta glukostransportprotein tillhandahölls av David James 1988. Genen som kodar för GLUT4 klonades och kartlades 1989.
Vid cellytan tillåter GLUT4 underlättad diffusion av cirkulerande glukos ner i dess koncentrationsgradient till muskel- och fettceller. Väl inne i celler fosforyleras glukos snabbt av glukokinas i levern och hexokinas i andra vävnader för att bilda glukos-6-fosfat, som sedan går in i glykolys eller polymeriseras till glykogen. Glukos-6-fosfat kan inte diffundera tillbaka ut ur celler, vilket också tjänar till att upprätthålla koncentrationsgradienten för glukos att passivt komma in i celler.

## Struktur

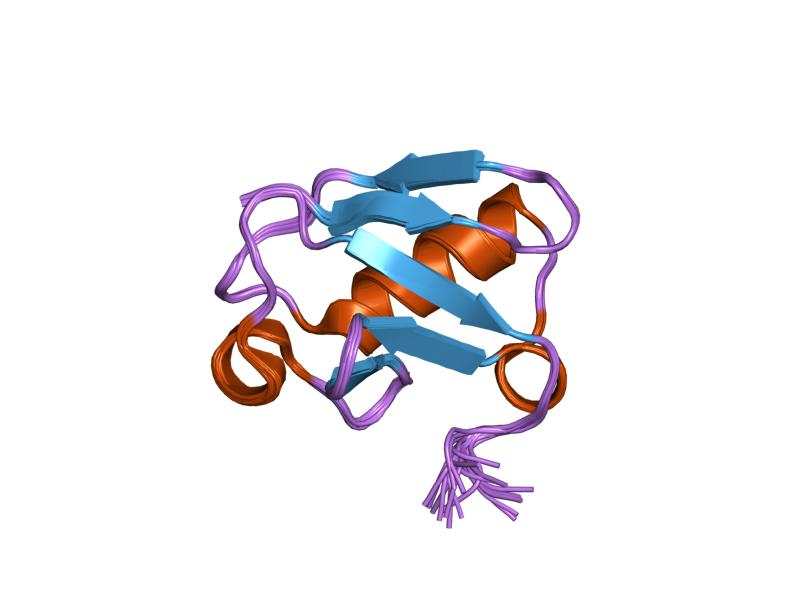
GLUT4 also contains a UBX-domain Dessa är ubiquitin-reglerande regioner som kan hjälpa till med cellsignalering.

Liksom för alla proteiner är det unika aminosyraarrangemanget i den primära sekvensen av GLUT4 det som gör det möjligt att transportera glukos över plasmamembranet. Förutom fenylalanin på N-terminalen tros två leucinrester och sura motiv på COOH-terminalen spela en nyckelroll i kinetiken för endocytos och exocytos.

### Andra GLUT-proteiner
Det finns totalt 14 GLUT-proteiner uppdelade i 3 klasser baserat på sekvenslikheter. Klass 1 består av GLUT 1-4 och 14, klass 2 innehåller GLUT 5, 7, 9 och 11 och klass 3 har GLUT 6, 8, 10, 12 och 13.
Även om det finns vissa sekvensskillnader mellan alla GLUT-proteiner, har de alla några grundläggande strukturella komponenter. Till exempel exponeras både N- och C-terminerna i GLUT-proteiner för cellens cytoplasma, och de har alla 12 transmembransegment.

## Vävnadsfördelning

### Skelettmuskulatur

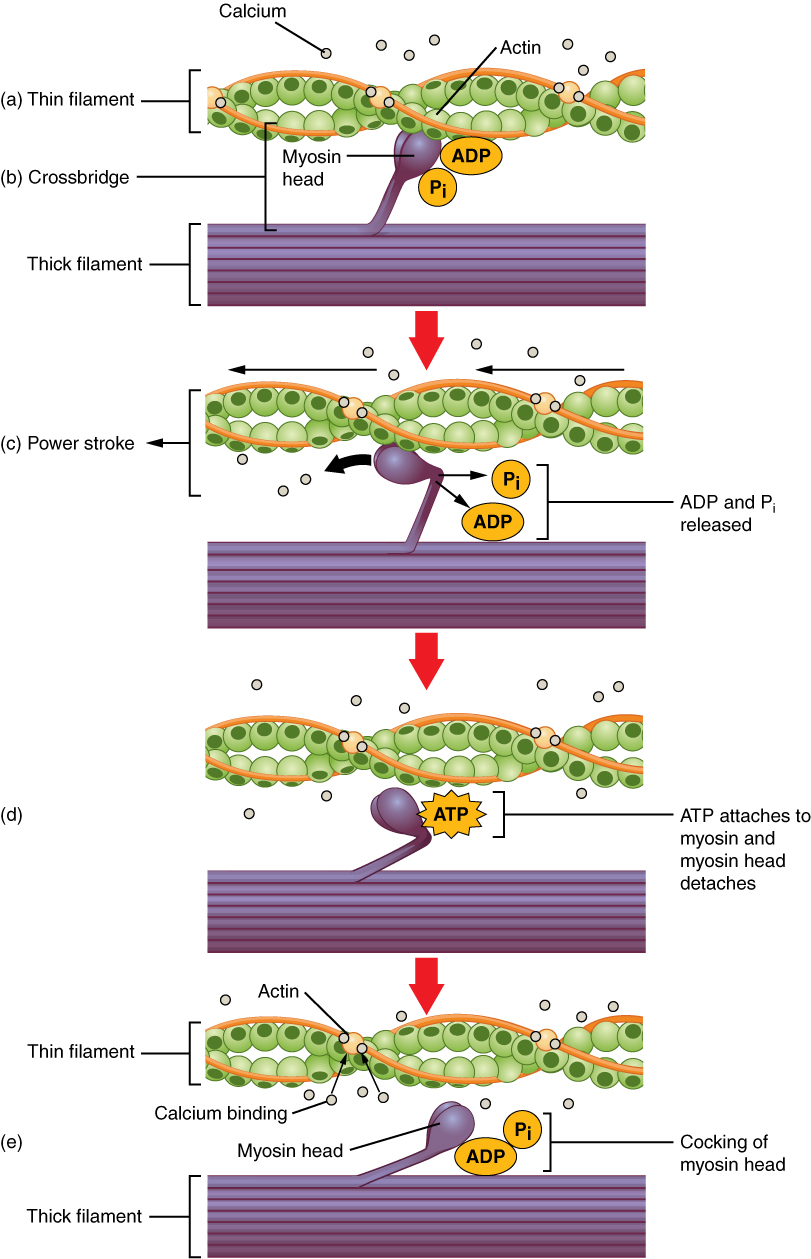
När musklerna drar ihop sig använder de ATP. Den energi som behövs för att göra ATP kommer från en mängd olika vägar - såsom glykolys eller oxidativ fosforylering - som i slutändan använder glukos som utgångsmaterial.

I strimmiga skelettmuskelceller kan GLUT4-koncentrationen i plasmamembranet öka som ett resultat av antingen träning eller muskelkontraktion.
Under träning måste kroppen omvandla glukos till ATP för att användas som energi. När G-6-P-koncentrationerna minskar blir hexokinas mindre hämmat och de glykolytiska och oxidativa vägarna som gör ATP kan fortsätta. Detta innebär också att muskelceller kan ta in mer glukos eftersom dess intracellulära koncentrationer minskar. För att öka glukosnivåerna i cellen är GLUT4 den primära transportören som används vid denna underlättade diffusion.
Även om muskelsammandragningar fungerar på ett liknande sätt och också inducerar translokationen av GLUT4 till plasmamembranet, erhåller de två skelettmuskelprocesserna olika former av intracellulär GLUT4. GLUT4-bärarblåsorna är antingen transferrinpositiva eller negativa och rekryteras av olika stimuli. Transferrinpositiva GLUT4-vesiklar utnyttjas under muskelkontraktion medan de transferrinnegativa vesiklarna aktiveras av insulinstimulering såväl som genom träning.

### Hjärtmuskel
Hjärtmuskeln skiljer sig något från skelettmuskeln. I vila föredrar de att använda fettsyror som sin huvudsakliga energikälla. När aktiviteten ökar och det börjar pumpa snabbare börjar hjärtmusklerna oxidera glukos i högre takt.
En analys av mRNA-nivåerna av GLUT1 och GLUT4 i hjärtmuskler visar att GLUT1 spelar en större roll i hjärtmuskler än i skelettmuskler. GLUT4 tros dock fortfarande vara den primära transportören för glukos.
Precis som i andra vävnader svarar GLUT4 också på insulinsignalering och transporteras in i plasmamembranet för att underlätta diffusion av glukos i cellen.

### Fettvävnad
Fettvävnad, allmänt känd som fett, är en förvaringsplats för energi för att bevara metabolisk homeostas. När kroppen tar in energi i form av glukos förbrukas en del och resten lagras som glykogen (främst i levern, muskelcellerna) eller som triglycerid i fettvävnad.
En obalans i glukosintag och energiförbrukning har visat sig leda till både fettcellshypertrofi och hyperplasi, vilket leder till fetma. Dessutom kan mutationer i GLUT4-gener i adipocyter också leda till ökat GLUT4-uttryck i fettceller, vilket möjliggör ökat glukosupptag och därmed mer fett lagrat. Om GLUT4 är överuttryckt kan det faktiskt förändra näringsfördelningen och skicka överskott av glukos till fettvävnad, vilket leder till ökad fettvävnadsmassa.

## Reglering

### Insulin
Insulin frigörs från bukspottkörteln och in i blodomloppet som svar på ökad glukoskoncentration i blodet. Insulin lagras i betaceller i bukspottkörteln. När glukos i blodet binder till glukosreceptorer på betacellmembranet initieras en signalkaskad inuti cellen som resulterar i att insulin lagrat i vesiklar i dessa celler släpps ut i blodet. Ökade insulinnivåer orsakar upptaget av glukos i cellerna. GLUT4 lagras i cellen i transportblåsor och införlivas snabbt i cellens plasmamembran när insulin binder till membranreceptorer.
Under förhållanden med lågt insulin binds de flesta GLUT4 i intracellulära vesiklar i muskel- och fettceller. När vesiklarna smälter samman med plasmamembranet sätts GLUT4-transportörer in och blir tillgängliga för transport av glukos, och glukosabsorptionen ökar. Den genetiskt modifierade muskelinsulinreceptor knock-out (MIRKO) musen designades för att vara okänslig för glukosupptag orsakad av insulin, vilket innebär att GLUT4 saknas. Möss med diabetes eller bristande hyperglykemi visade sig dock vara immuna mot de negativa effekterna av okänsligheten.

Insulinsignaltransduktionsvägen börjar när insulin binder till insulinreceptorproteinerna. När transduktionsvägen är klar blir GLUT-4-lagringsblåsorna ett med cellmembranet. Som ett resultat blir GLUT-4-proteinkanalerna inbäddade i membranet, vilket gör att glukos kan transporteras in i cellen.

Mekanismen för GLUT4 är ett exempel på en kaskadeffekt, där bindning av en ligand till en membranreceptor förstärker signalen och orsakar ett cellulärt svar. I detta fall binder insulin till insulinreceptorn i sin dimeriska form och aktiverar receptorns tyrosinkinasdomän. Receptorn rekryterar sedan Insulin Receptor Substrate, eller IRS-1, som binder enzymet PI-3-kinas. PI-3-kinas omvandlar membranlipiden PIP2 till PIP3. PIP3 känns specifikt igen av PKB (proteinkinas B) och av PDK1, som kan fosforylera och aktivera PKB. När det väl är fosforylerat är PKB i sin aktiva form och fosforylerar TBC1D4, vilket hämmar den GTPas-aktiverande domänen associerad med TBC1D4, vilket gör det möjligt för Rab-protein att byta från sin BNP till GTP-bundna tillstånd. Hämning av den GTPas-aktiverande domänen lämnar proteiner nästa i kaskaden i sin aktiva form och stimulerar GLUT4 att uttryckas på plasmamembranet.
RAC1 är ett GTPas som också aktiveras av insulin. Rac1 stimulerar omorganisation av det kortikala aktincytoskelettet vilket gör att GLUT4-vesiklarna kan sättas in i plasmamembranet. En RAC1Knockout-mus har minskat glukosupptaget i muskelvävnad.
Knockoutmöss som är heterozygota för GLUT4 utvecklar insulinresistens i sina muskler samt diabetes.

### Muskelkontraktion
Muskelkontraktion stimulerar muskelceller att translokera GLUT4-receptorer till deras ytor. Detta gäller särskilt i hjärtmuskeln, där kontinuerlig sammandragning ökar hastigheten för GLUT4-translokation; men observeras i mindre utsträckning vid ökad skelettmuskelkontraktion. I skelettmuskulaturen ökar muskelsammandragningar GLUT4-translokationen flera gånger, och detta regleras sannolikt av RAC1 AMP-aktiverat proteinkinas.

### Muskelsträckning
Muskelsträckning stimulerar också GLUT4-translokation och glukosupptag i gnagarmuskler viaRAC1.